# Edward Joseph Adams
Mons. Edward Joseph Adams (24. srpna 1944, Filadelfie) je americký římskokatolický kněz, arcibiskup a apoštolský nuncius.

## Život
Narodil se 24. srpna 1944 ve Filadelfii. Po základním vzdělání na Catholic grammar schools nastoupil do St. Joseph’s Preparatory School, Villanova University a do Kněžského semináře svatého Karla ve Filadelfii. Na kněze byl vysvěcen 16. května 1970 kardinálem Johnem Josephem Krolem. Poté odešel studovat do Říma kde roku 1976 dokončil Papežskou církevní akademii. Od té doby působil na apoštolských nunciaturách v různých zemích.
Dne 24. srpna 1996 jej papež Jan Pavel II. jmenoval apoštolským nunciem v Bangladéši a titulárním arcibiskupem ze Scaly. Biskupské svěcení přijal 23. října 1996 z rukou kardinála Angela Sodana a spolusvětiteli byli kardinál Anthony Joseph Bevilacqua a arcibiskup John Patrick Foley.
Dne 22. srpna 2002 se stal apoštolským nunciem v Zimbabwe a 3. září 2007 nunciem na Filipínách.
Dne 22. února 2011 byl papežem Benediktem XVI. jmenován nunciem v Řecku.
Dne 8. dubna 2017 jej papež František jmenoval apoštolským nunciem ve Velké Británii.
Dne 31. ledna 2020 přijal papež František jeho rezignaci na post apoštolského nuncia z důvodu dosažení kanonického věku 75 let.